# Копець Костюшка у Кракові
Копець (курган) Костюшка у Кракові (пол. Kopiec Kościuszki w Krakowie) — один з п'яти штучно створених курганів, що був насипаний у 1820–1823 роках на честь польського національного героя Тадеуша Костюшка. Курган розташований у західній частині Кракова в адміністративному районі Звєжинець (Zwierzyniec). На кургані працює музей Костюшка.

## Історія кургану

### Будівництво
Після смерті національного героя Тадеуша Костюшка 1817 року в Польщі виник його культ. Він мав особливу шану в Кракові, місті, з яким він був пов'язаний та в якому його поховали. Громадяни вимагали встановлення пам'ятника та, зрештою, вирішили створити курган за зразком тих курганів, що вже існували у Кракові. Їх звели спільними зусиллями народу як зразок довговічності та непорушності. Відповідне рішення було затверджено в липні 1820 року сенатом, що керував вільним містом Краків. За будівельний майданчик обрали пагорб Святого Броніслава на заході міста.
Церемоніальний початок будівництва кургану 15 вересня 1820 року став визначною подією, що привабила багатьох поляків з-за меж Краківської республіки — ветеранів повстань, селян і молодь. Протягом трирічного періоду будівництва значну частину робіт виконали волонтери, та праця стала патріотичним обов'язком. У будівництві брали участь навіть іноземці, які відвідували місто. Зрештою, попри технічні та фінансові проблеми, 25 жовтня 1823 року будівництво було завершено.

### Подальша доля
Будівельний комітет пам'ятника Тадеушу Костюшку продовжував доглядати за курганом. Було заплановано побудувати навколо нього поселення для селянських родин, які брали участь у повстанні Костюшка. Сільськогосподарське поселення Костюшка складалося з чотирьох селянських господарств. Для будівництва поселення у монастиря Норбертіне придбали (частину ділянки монастир надав безкоштовно) 40 моргів землі. 1836 року в поселенні жив Калікст Валігорський, син солдата Костюшка.
1846 року було заплановано ретельну реконструкцію та навіть укріплення схилів. Проблема полягала в тому, що курган був пошкоджений вітрами, опадами і тваринами.
Однак австрійці, які в рамках загального укріплення Кракова зайняли весь пагорб у 1850-1856 роках і збудували міцні укріплення навколо кургану, перешкодили повному виконанню проєкту. Навколо кургану звели фортецю «Костюшко». Її будівництво було завершено 1854 року. Водночас австрійці надали згоду на вільний доступ до кургану від сходу до заходу сонця.
1860 року на вершині розмістили гранітний камінь з написом «Костюшко».
Під час Першої світової війни австрійці видалили пам'ятний камінь та встановили оглядовий пункт у верхній частині кургану.
Після відновлення незалежності, будівлю знову відчинили для екскурсій.
У Другу світову війну німці планували вирівняти курган Костюшка як символ польської ідеї. Під час окупації Кракова курган був оглядовим пунктом, а потім місцем командування радянської армії.
Після Другої світової війни австрійський форт зруйнували. Роботи зі знесення тривали до 1957 року (західну частину форту зруйнували), але внаслідок протестів істориків, а також збитковості такої роботи, знесення припинили. З'явилися різні концепції розвитку тих земель.
1977 року у відновленій частині фортеці відкрили готель, а на початку 1990-их років у форті розмістилася радіостанція RMF FM.
Через сильні зливи 1997 року курган було серйозно пошкоджено. З метою збереження пагорба було засновано Почесний комітет порятунку кургану Костюшка, який збирав гроші на його реконструкцію. Вартість відновлення кургану склала 14,7 млн злотих.
Курган знову став доступним для відвідувачів 10 листопада 2002 року.

## Курган у цифрах
- Висота кургану: 35,54 м
- Висота кургану над рівнем моря: 330,14 м
- Висота кургану вище рівня Вісли: 131,14 м
- Діаметр кургану: 73,25 м
- Діаметр оглядового майданчика: 8,5 м
- Об'єм кургану: приблизно 167 000 м³
- Ступінь нахилу: 46° — 51°

## Галерея

### Вид на курган

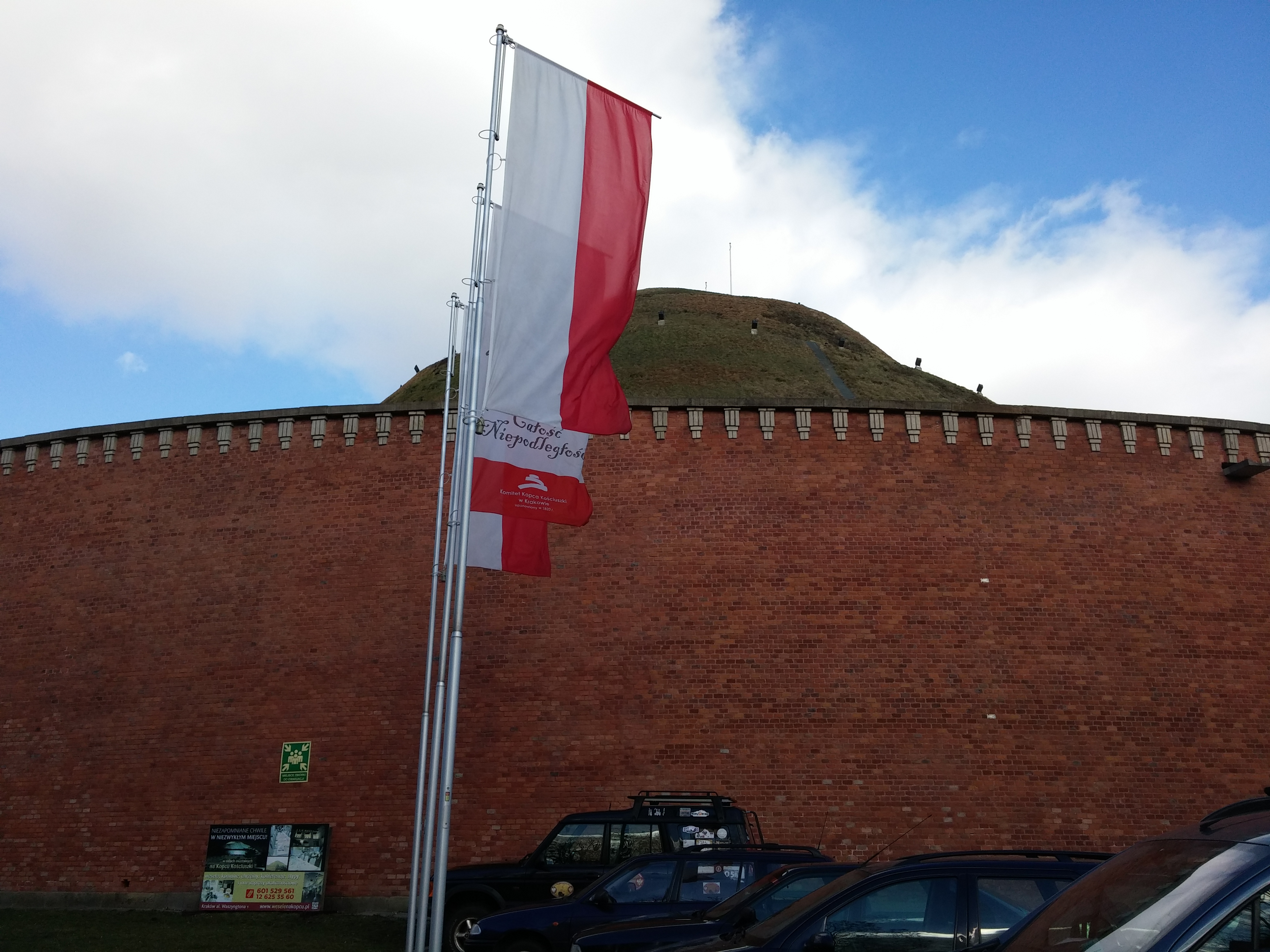
Вид на Курган Костюшко знизу
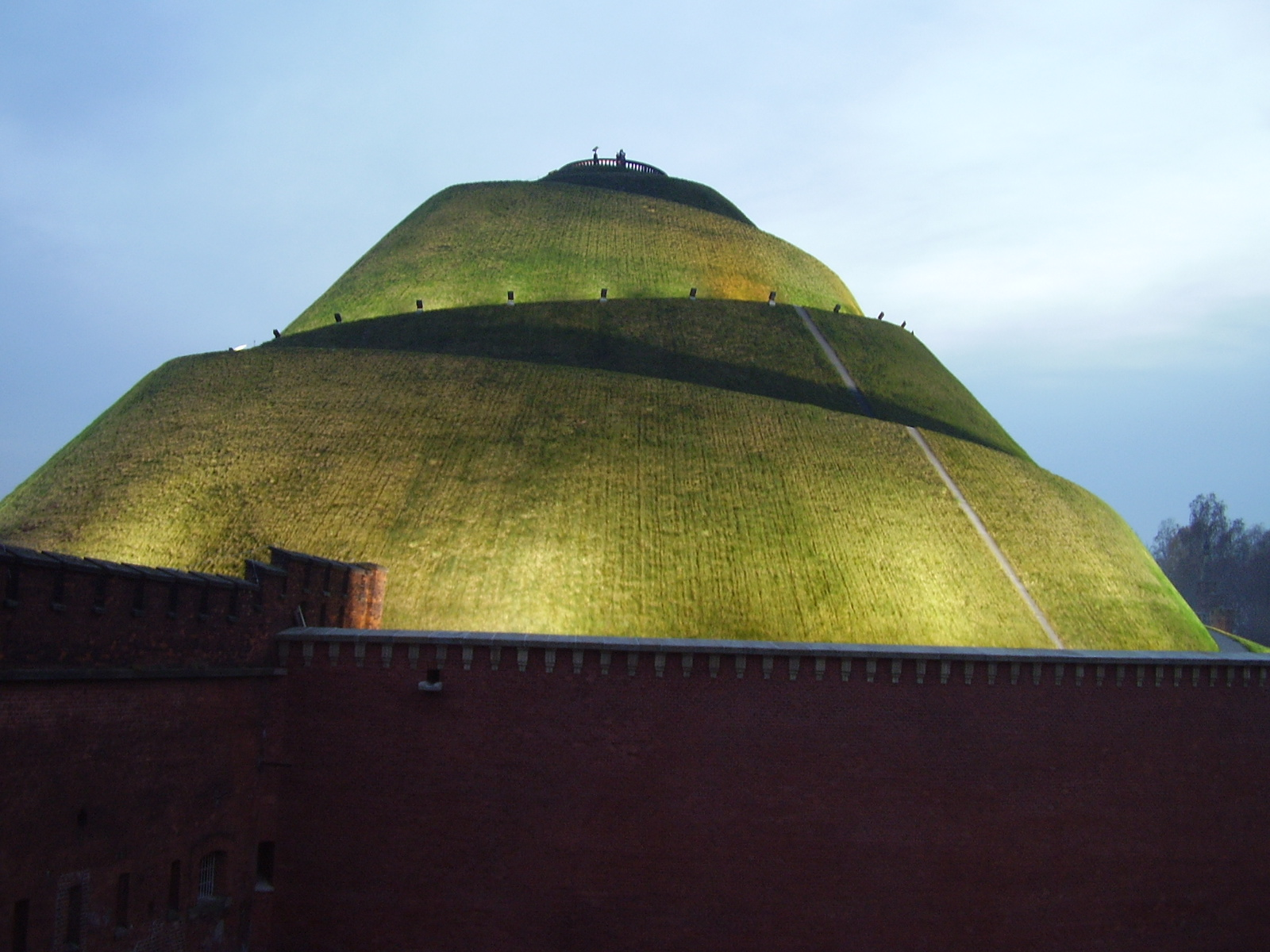
Курган Костюшко вночі (2006)
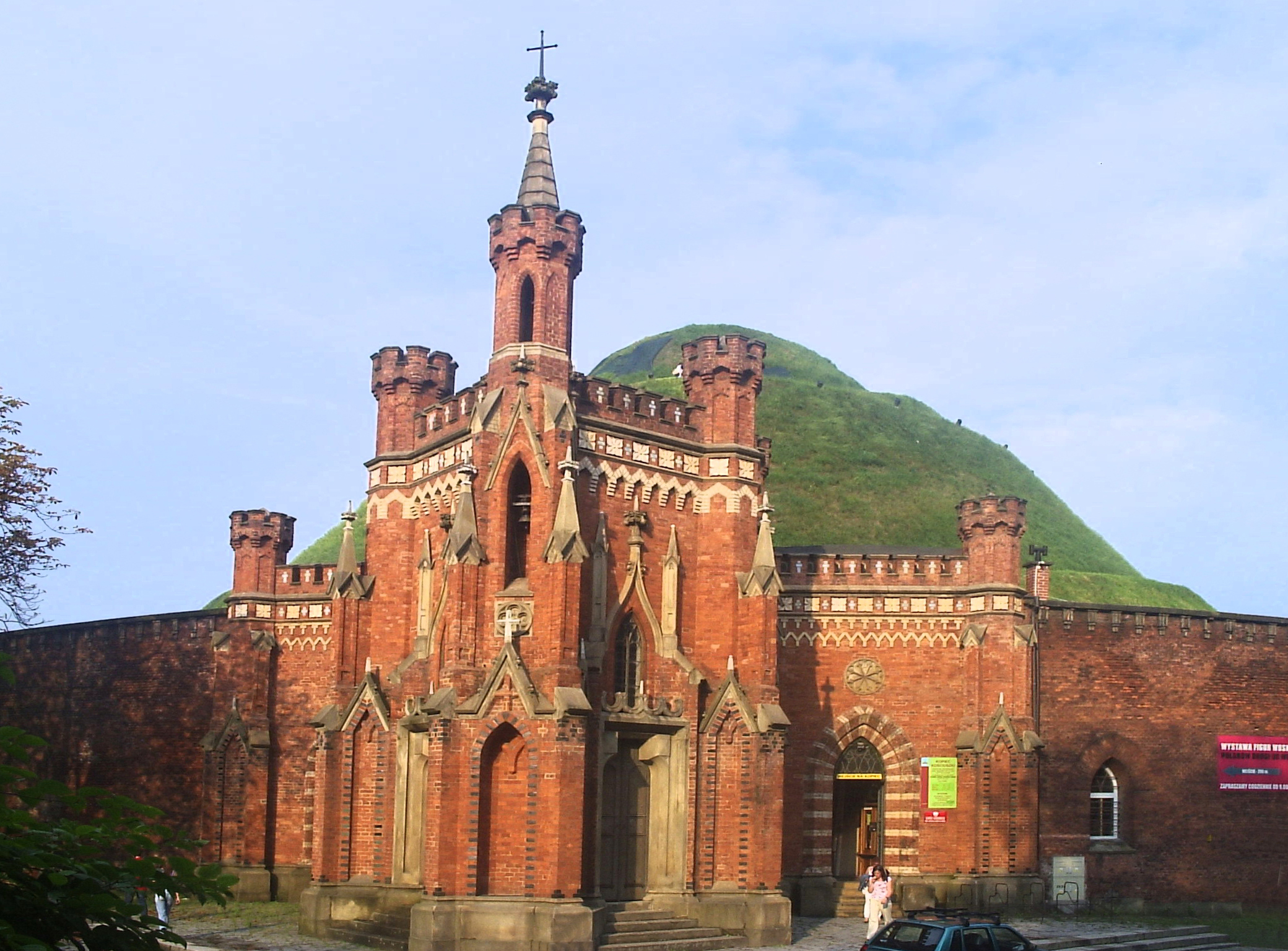
Курган Костюшка з каплицею Бл. Броніслава
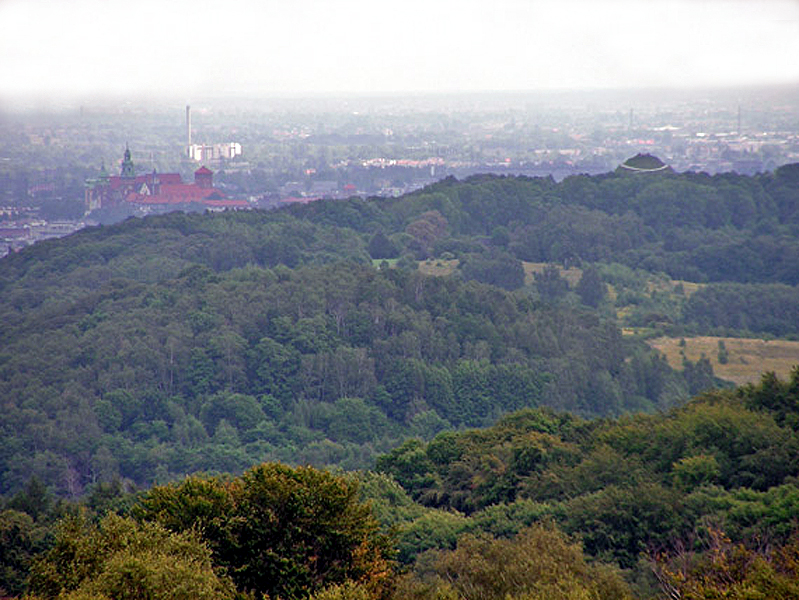
Вавель і курган Костюшко видно з Пілсудського кургану
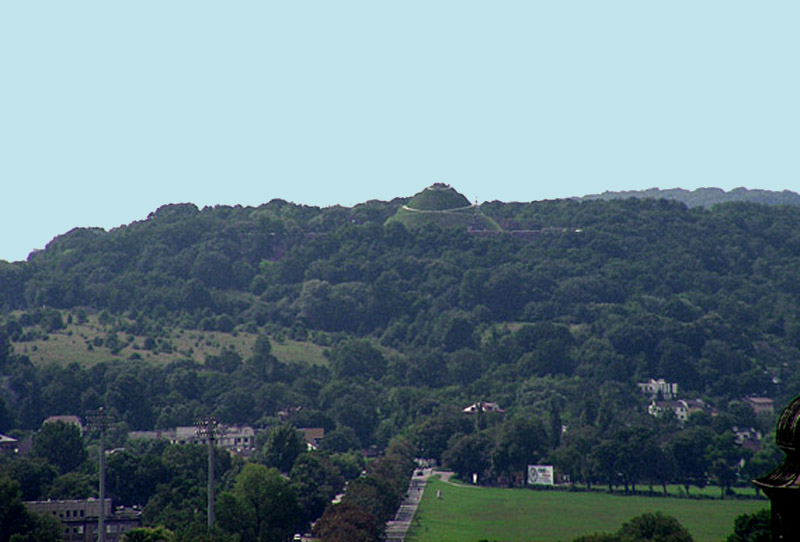
Курган Костюшко, як видно з вежі Святої Марії
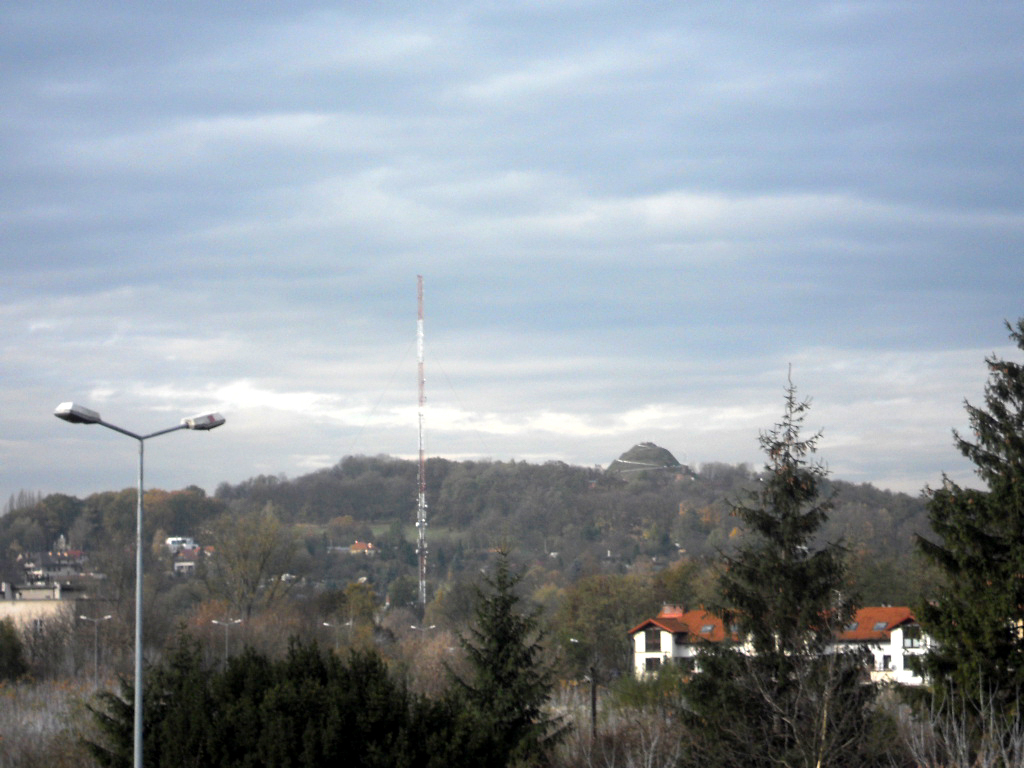
Вид на Курган Костюшко від кургану Івана Павла II
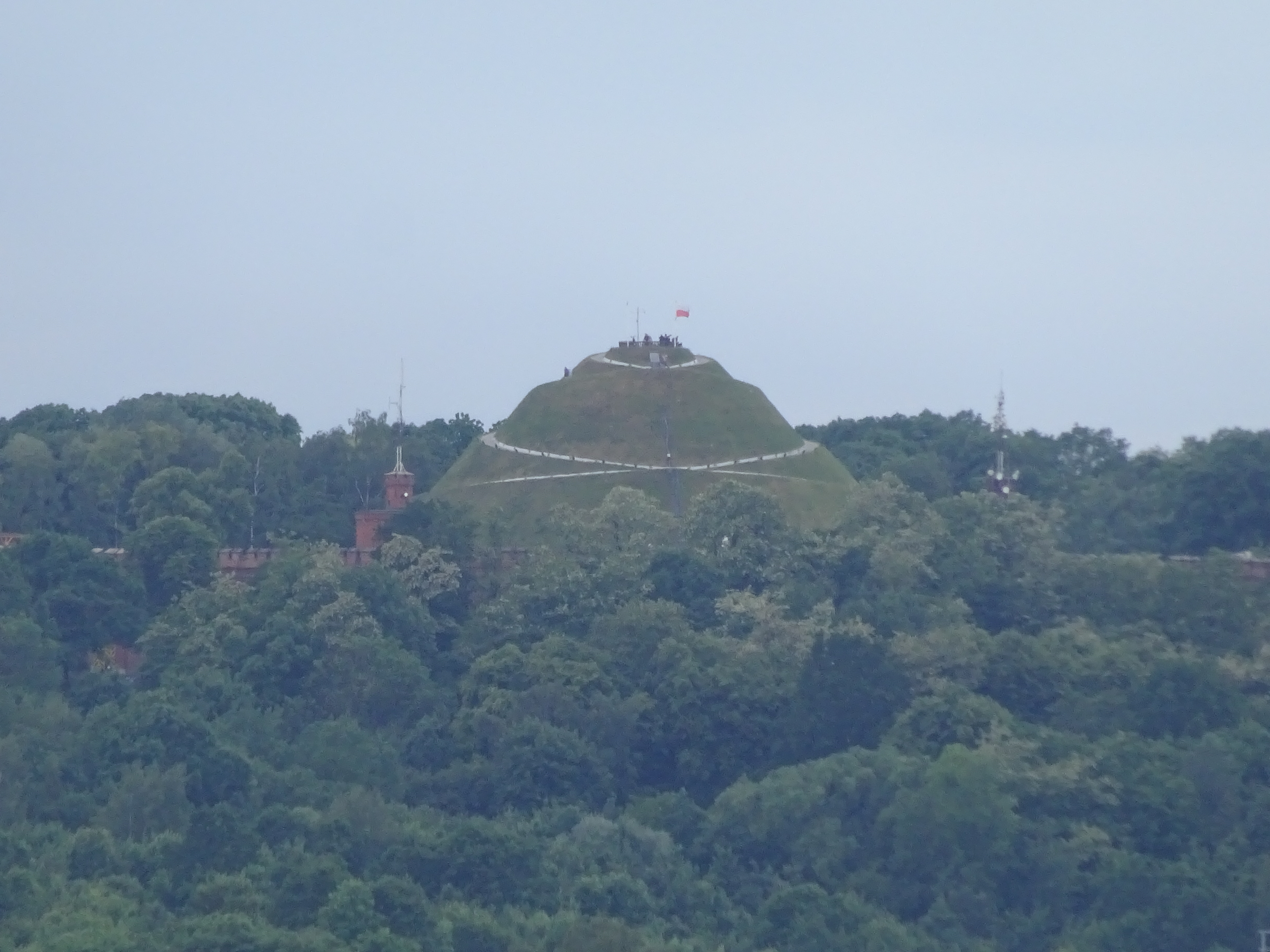
Вид кургану Костюшко з Вавеля
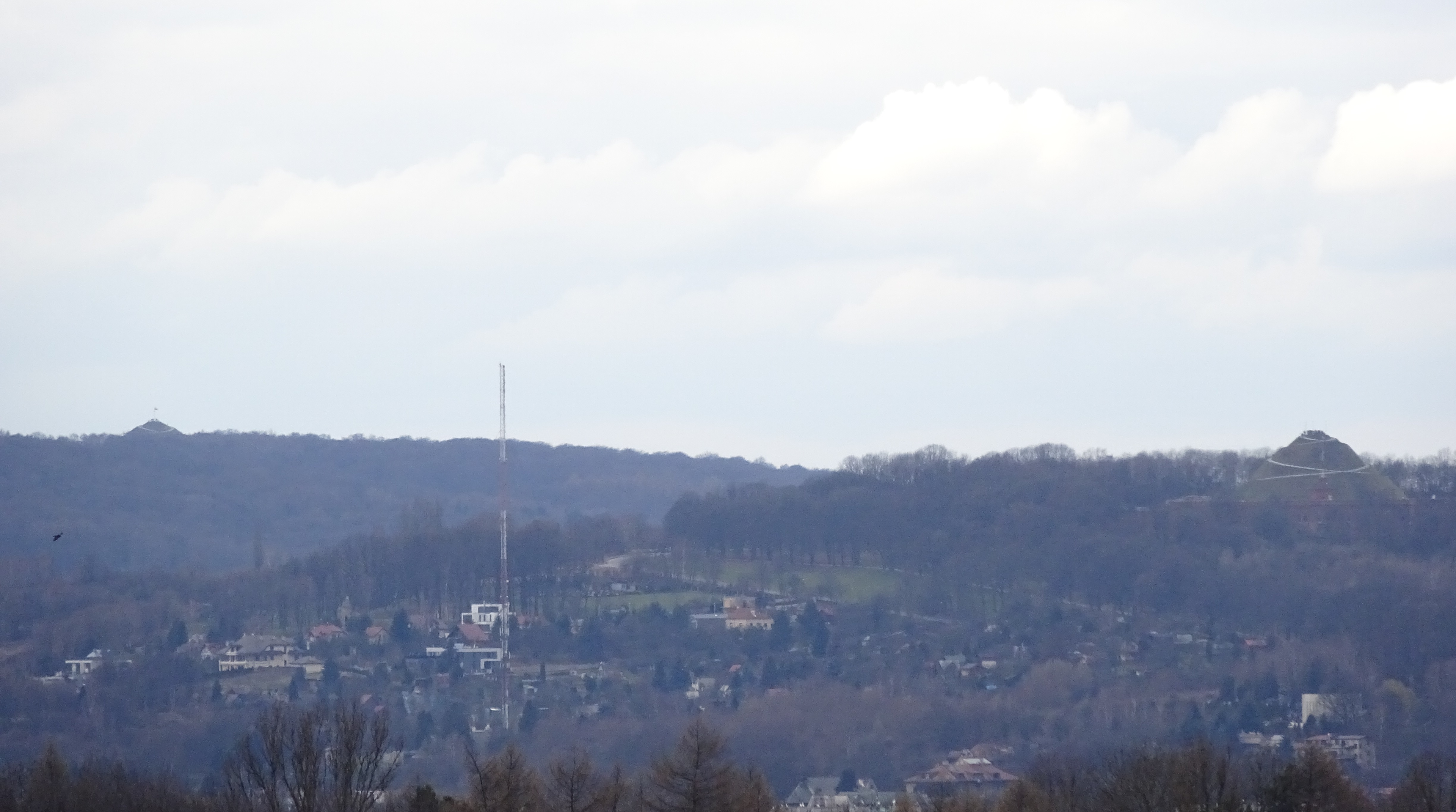
Курган Костюшко (праворуч) і Пілсудський курган з кургану Крака
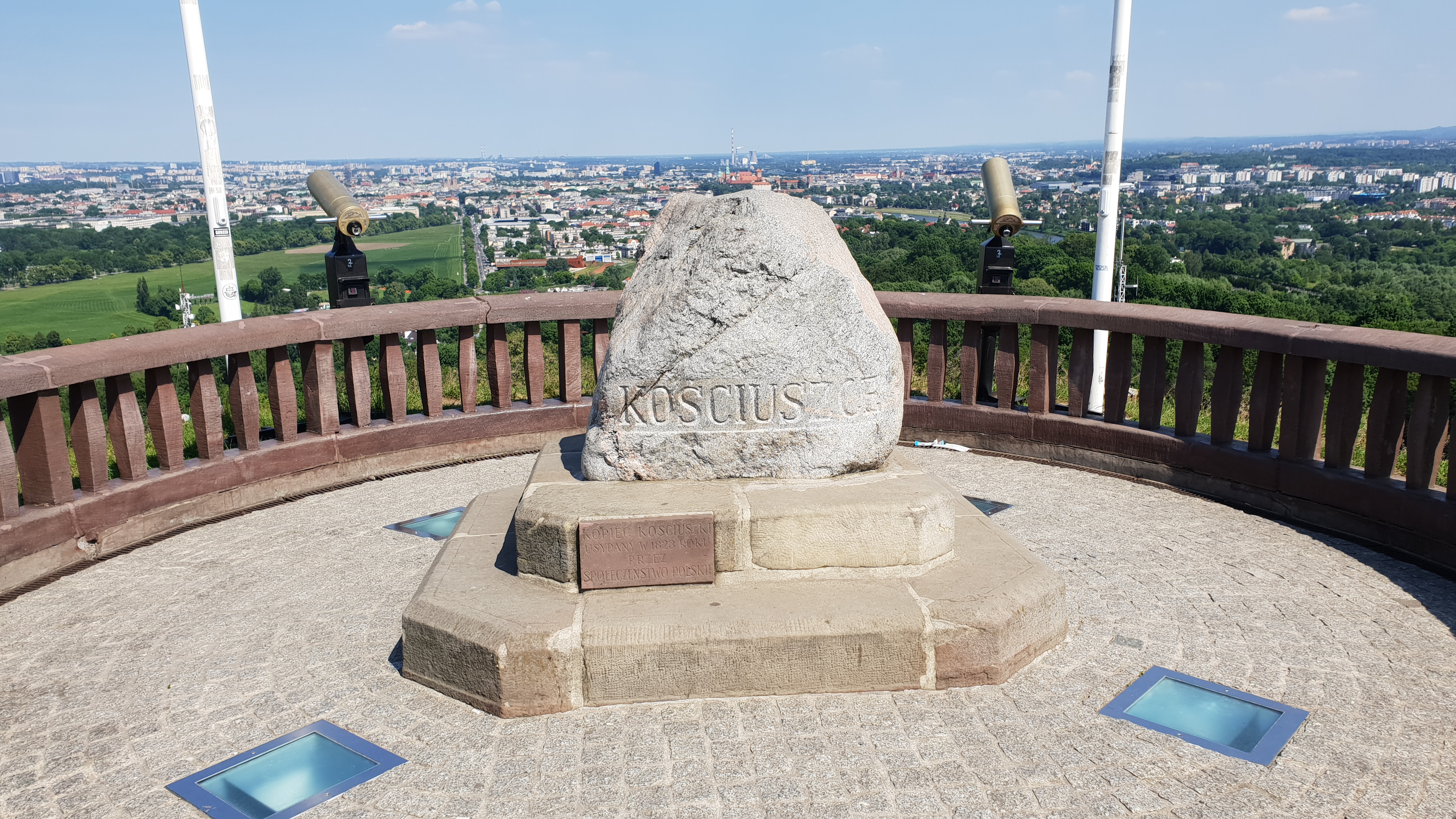
Курган Костюшко

### Пам'ятні таблички

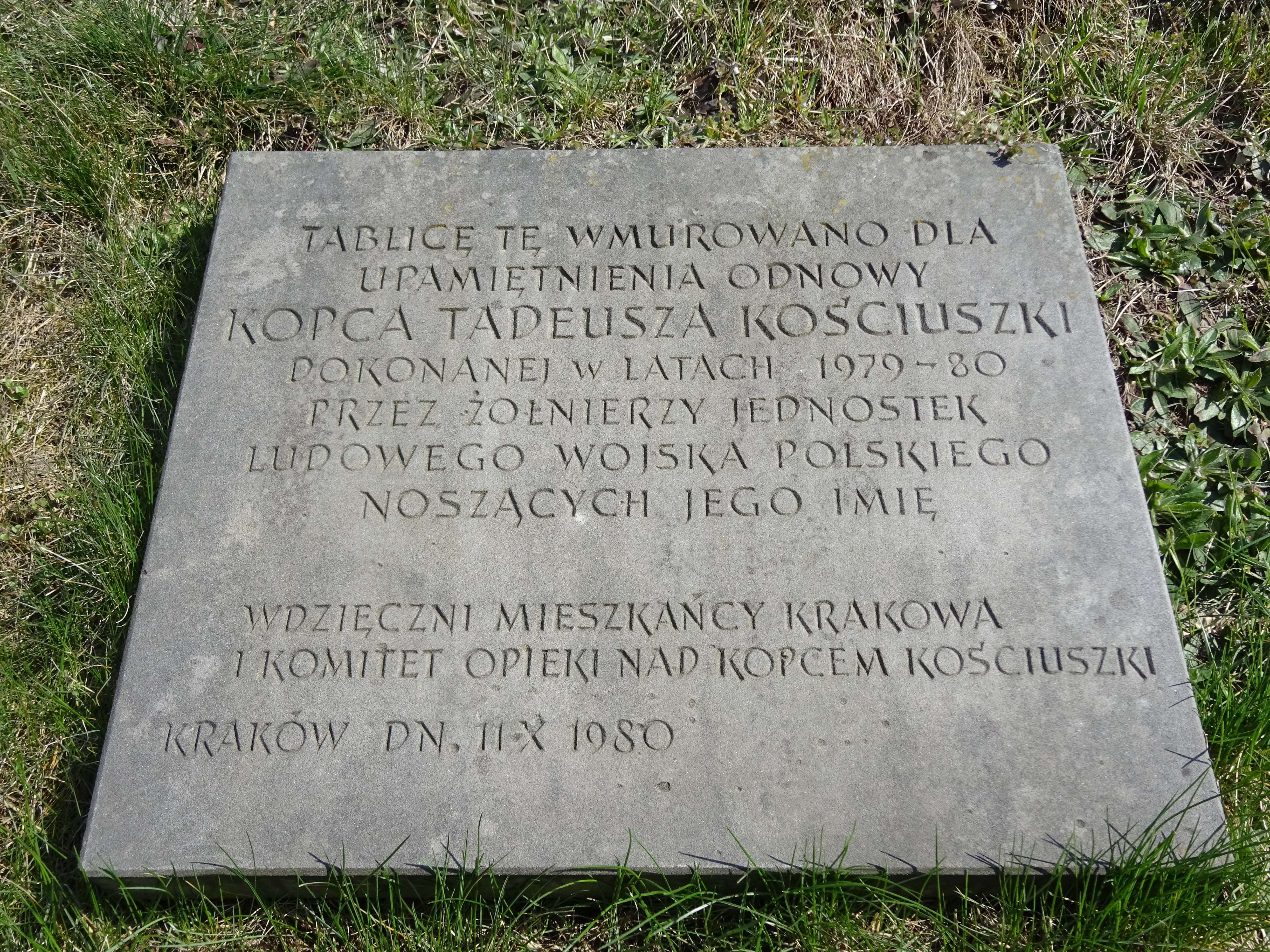
Меморіальна дошка, присвячена реконструкції кургану в 1979-1980 роках
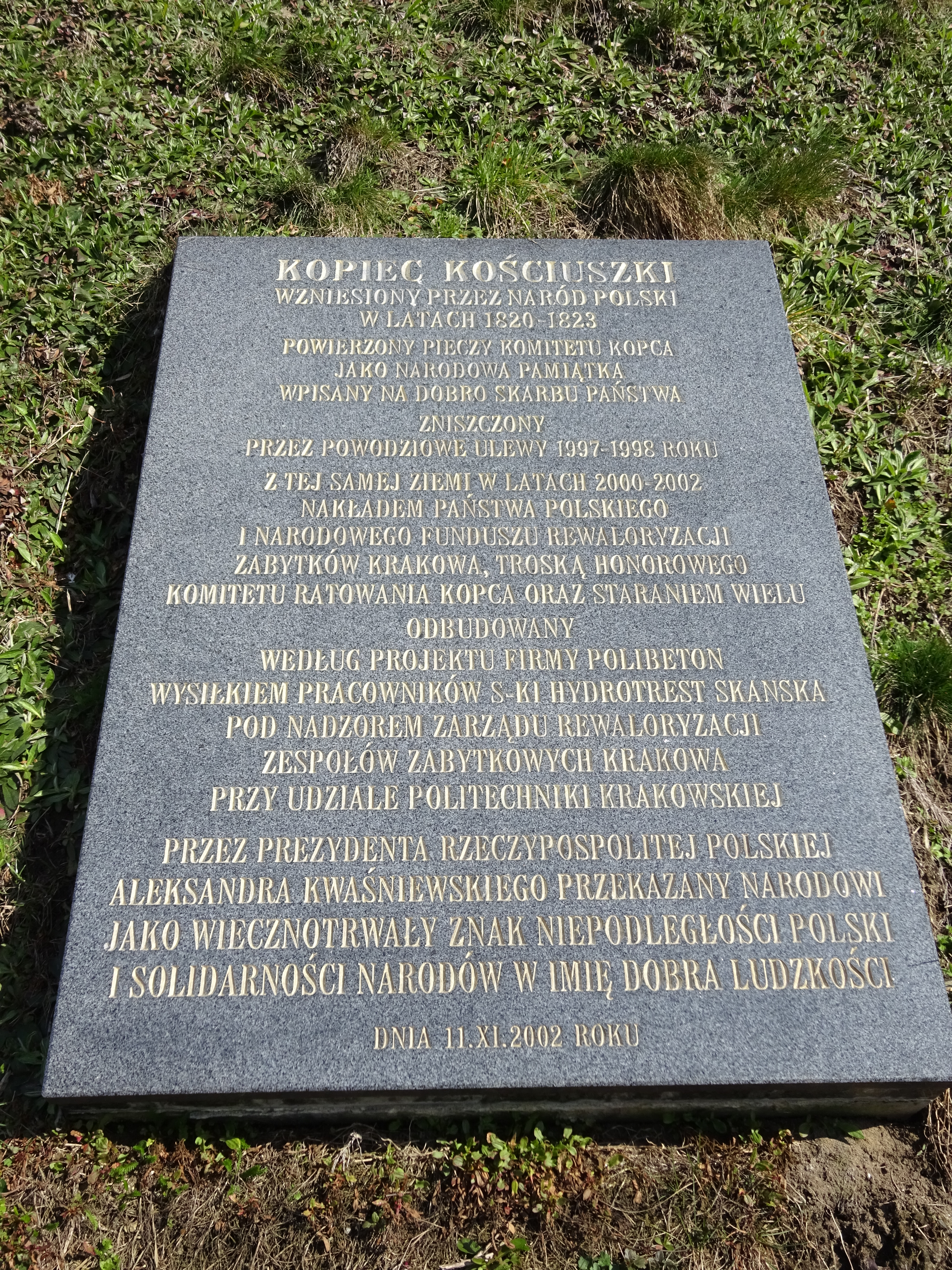
Меморіальна дошка, присвячена ремонту кургану після пошкодження, викликаного зливою 1997 року
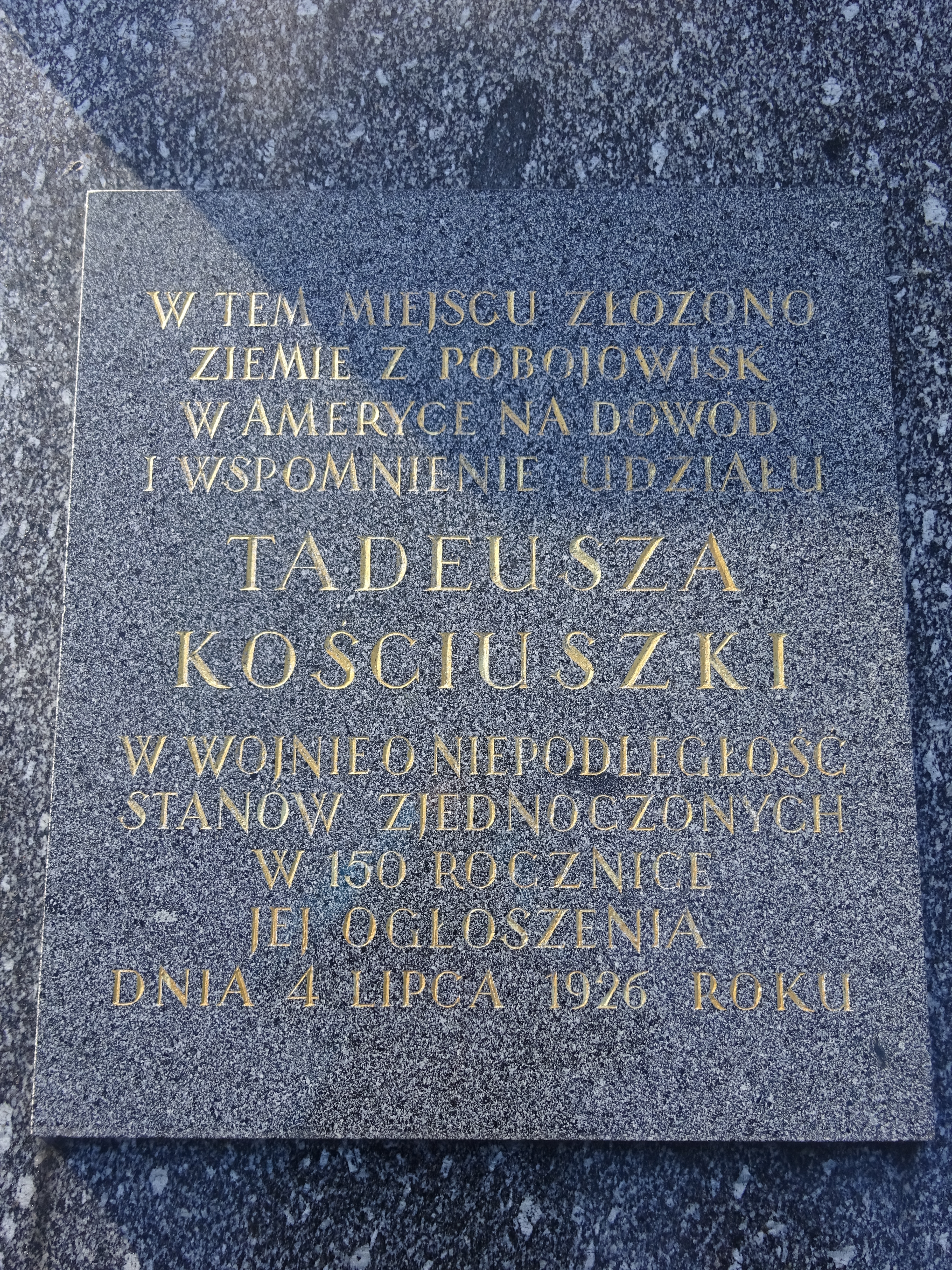
Табличка, що повідомляє про наявність у кургані землі з полів битв, на яких Костюшко боровся за незалежність Сполучених Штатів

### Інші

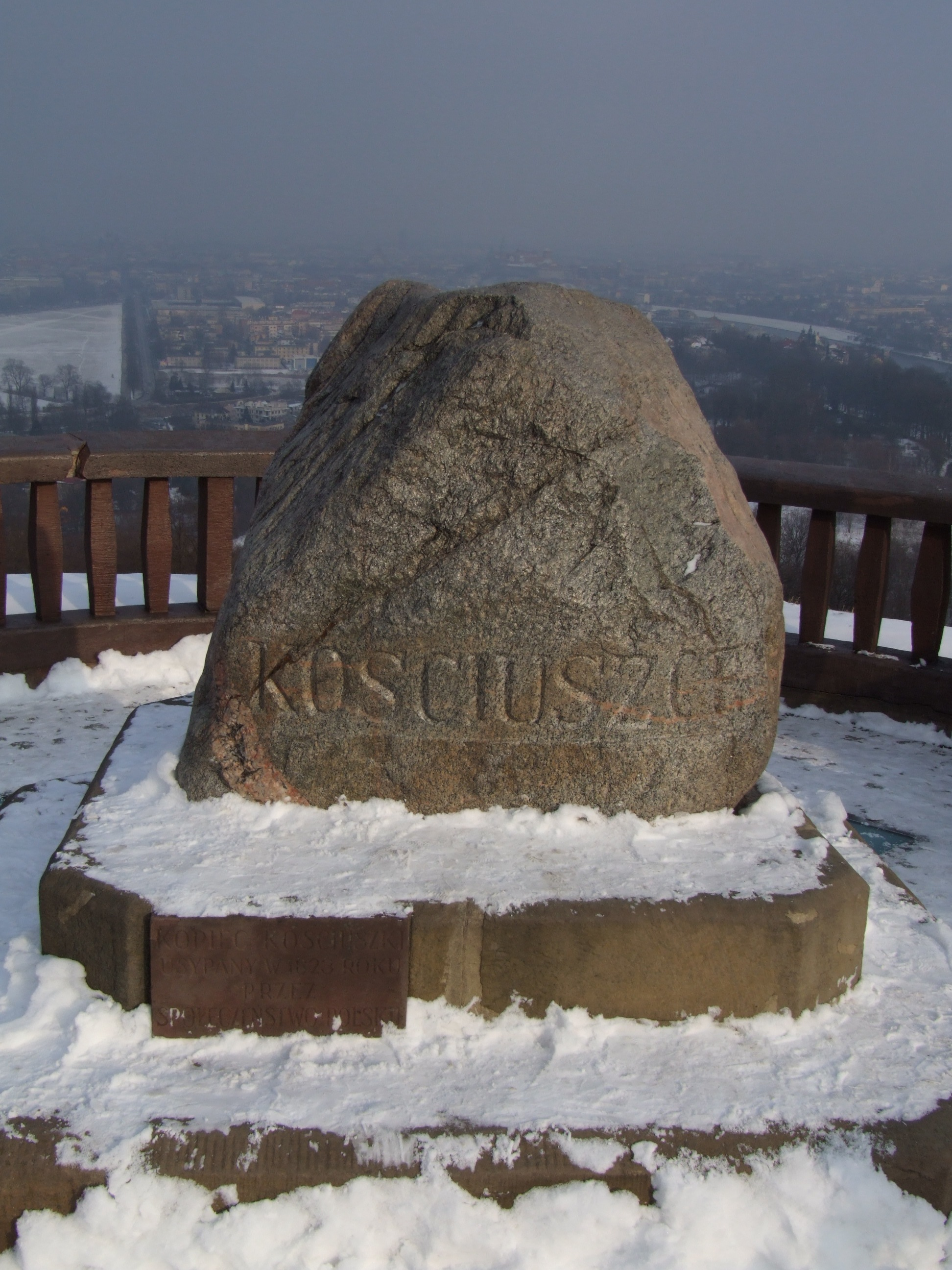
Пам'ятник на могилі Костюшко
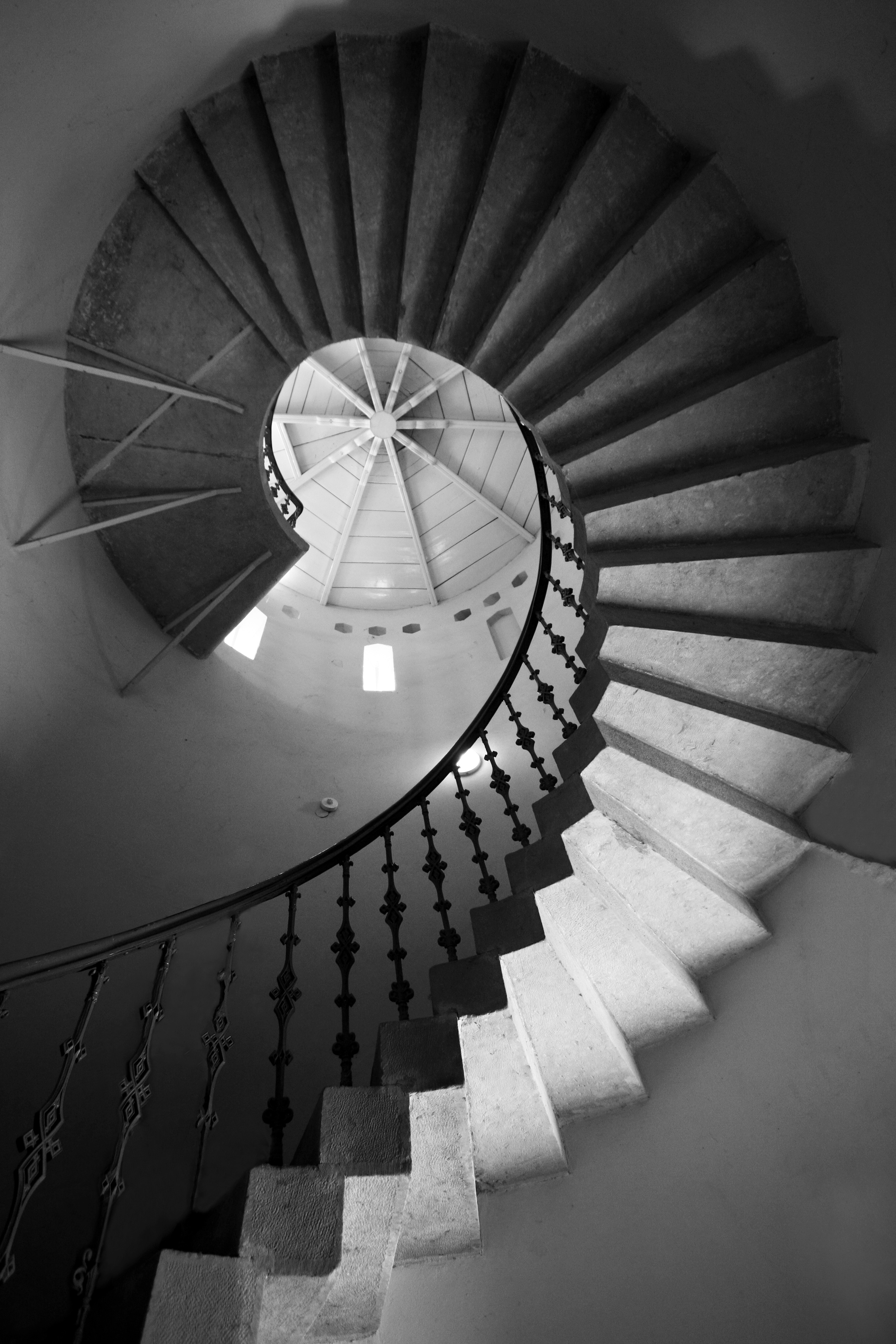
Гвинтові сходи в вежі, що веде до кургану
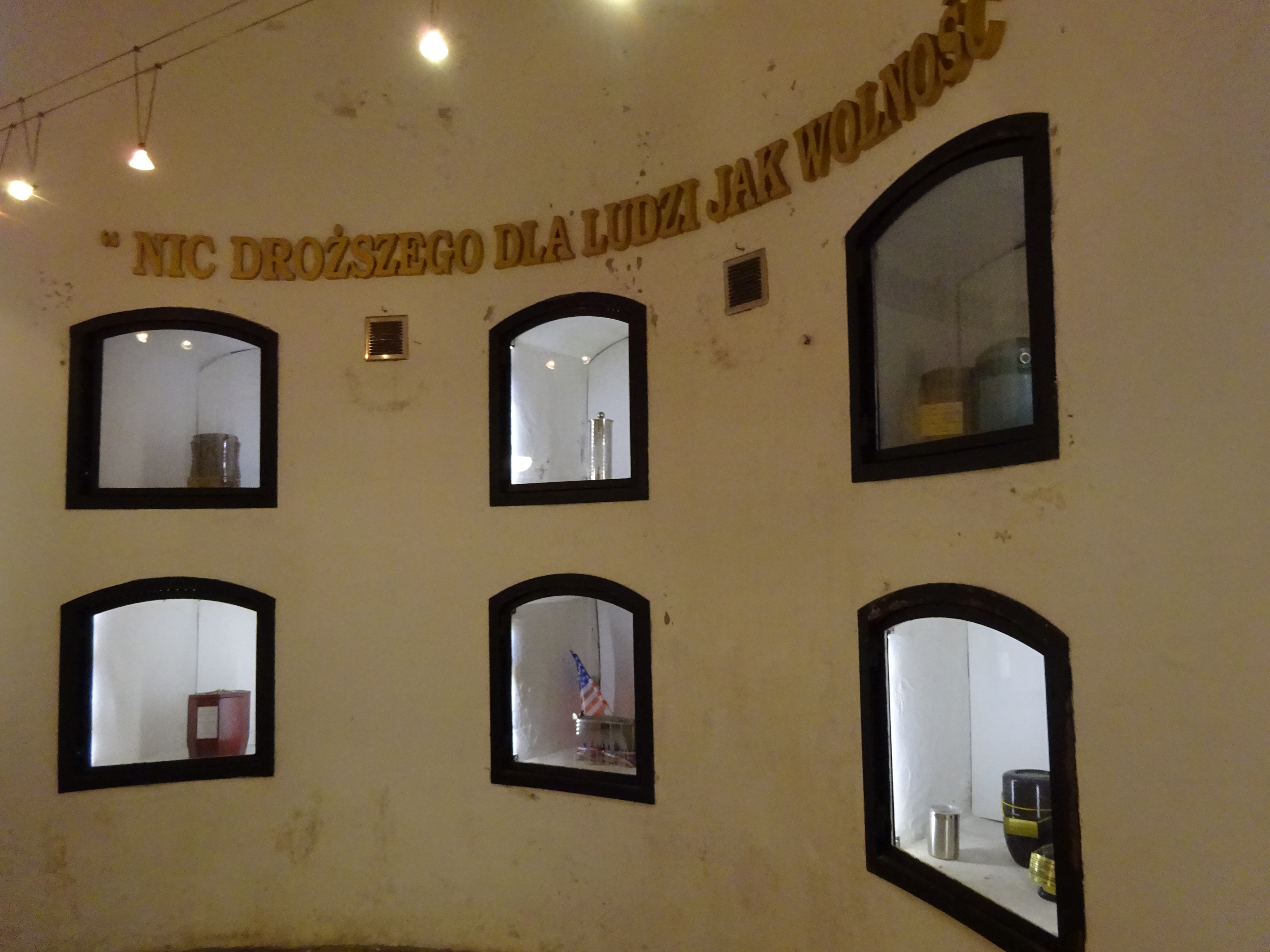
Вітрини з порожніми урнами, на землі в Костюшковому кургані в колишній ризниці каплиці Блаженної Броніслава